# Punctidae
Punctidae – rodzina lądowych ślimaków trzonkoocznych (Stylommatophora), wcześniej zaliczana w randze podrodziny Punctinae do Endodontidae. 
Rodzina ta obejmuje około 140 gatunków szeroko rozprzestrzenionych po świecie. Nie ma ich w południowej Azji. W Europie występują gatunki z rodzajów Paralaoma i Punctum. Jedynym przedstawicielem tej rodziny znanym z terenu Polski jest krążałek drobny (Punctum pygmaeum), nazywany też krążałkiem malutkim.
Punctidae występują w ściółce i podobnych, wilgotnych miejscach.
Charakteryzują się niewielkimi rozmiarami (1–2 mm), muszlą w kształcie spłaszczonego krążka, rzadziej stożkowatą, oraz szczęką poliplakognatyczną, tzn. złożoną z kilkunastu niepołączonych ze sobą płytek. Dołek osiowy może być wąski lub szeroki.
Rodzina obejmuje około 30 rodzajów, m.in.:
- Paralaoma
- Punctum
- Zonites

Rodzajem typowym rodziny jest Punctum.